# Lycaena versicolor
Lycaena versicolor är en fjärilsart som beskrevs av Rühl 1895. Lycaena versicolor ingår i släktet Lycaena och familjen juvelvingar. Inga underarter finns listade i Catalogue of Life.